# جورج لويد
جورج أمبروز لويد (بالإنجليزية: George Lloyd, 1st Baron Lloyd) (البارون لويد الأول) (19 سبتمبر 1879 ـ 4 فبراير 1941) هو سياسي بريطاني محافظ. كان حاكمًا لبومباي (16 ديسمبر 1918 ـ 8 ديسمبر 1923) ثم مندوبًا ساميًا لبريطانيا في مصر (1925 ـ 1928) ثم وزيرًا للدولة للمستعمرات (12 مايو 1940 ـ 4 فبراير 1941) وزعيمًا لمجلس اللوردات (ديسمبر 1940 ـ 4 فبراير 1941).

## بداية حياته
ولد جورج لويد في ال19 من شهر سبتمبر عام 1879.
وفي عام 1901 انضم جورج لويد لشركة العائلة باسم ستوارت و لويدس، بدور مخرج، وكان جورج لويد المخرج الاصغر سناً في الشركة.